# Antypater (wódz macedoński)
Antypater (ok. 400–319 p.n.e.) – jeden z głównych dowódców Filipa II Macedońskiego i jego syna Aleksandra Macedońskiego, ojciec Kassandra. 

## Życiorys
W 342 p.n.e. Filip mianował go regentem Macedonii, powierzając pieczę nad krajem podczas swojej kampanii w Tracji i Hellesponcie. W tym samym roku Antypater wysłał macedońskie siły na Eubeę, powstrzymując ateńską próbę przejęcia kontroli nad wyspą. W latach 337 p.n.e.–336 p.n.e. był posłem do Aten, negocjując końcowe warunki pokoju po zwycięskiej dla Filipa bitwie pod Cheroneą i przekazując ateńczykom kości poległych obywateli miasta. 
Po śmierci Filipa II w 336 p.n.e. wsparł Aleksandra jako następcę tronu Macedonii. Został mianowany dowódcą sił macedońskich w Europie (otrzymał tytuł "strategosa Europy") podczas wyprawy Aleksandra przeciwko Persji (334–323 p.n.e.). Pozostawiono mu ok. 12 tys. piechoty i 1,5 tys. jazdy.
Latem 333 p.n.e. perska flota wojenna pod dowództwem rodyjczyka Memnona i Farnabazosa rozpoczęła skierowane przeciw Macedonii działa wojenne na Morzu Egejskim. Na szczęście dla Antypatra Memnon zmarł na Lesbos podczas oblężenia Mityleny, a reszta floty rozproszyła się po zwycięstwie Aleksandra pod Issos. W 332 p.n.e. wybuchła rebelia w Tracji, a w 331 p.n.e. peloponeska koalicja zorganizowana (przy wsparciu Persji) przez spartańskiego króla Agisa III rozpoczęła oblężenie Megalopolis. Dzięki ogromnym funduszom przysłanym przez Aleksandra Antypater opłacił trackich rebeliantów oraz zorganizował armię najemników dwukrotnie liczniejszą od sił spartańskich, liczących 20 tys. ludzi. Agis pokonany został w bitwie pod Megalopolis, a Antypater odesłał najemników Aleksandrowi.
Po śmierci Aleksandra w 323 p.n.e. nowy regent Perdikas pozostawił mu władzę w Macedonii i Grecji. Antypater z pomocą Kraterosa pokonał zbuntowane przeciwko macedońskiej hegemonii państwa greckie pod przewodnictwem Aten, których wojska oblegały go zimą 323/322 p.n.e. w twierdzy Lamia aż do przybycia wiosną 322 p.n.e. Kraterosa z posiłkami z Azji Mniejszej w tzw. wojnie lamijskiej (323–322 p.n.e.). Jesienią 322 p.n.e. wspólnie z Kraterosem walczył przeciw ostatnim sojusznikom Aten, którzy się jeszcze nie poddali - Etolom, ukrywającym się w niedostępnych górach Etolii. Jednak po poselstwie Antygona Jednookiego, który donosił o zabiegach dyplomatycznych, jakie podejmował Perdikkas, aby zająć miejsce Antypatra w Macedonii, odstąpił od oblegania Etolów, zawarł z nimi pokój i zaczął wspierać przygotowania Kraterosa do wyprawy przeciwko Perdikkasowi. 
W 321 p.n.e. w Triparadejsos dokonano nowego podziału imperium Aleksandra, w czasie pobytu tam Antypatra. Eurydyka - żona Filipa Arridajosa przy tłumie żołnierzy zaczęła oskarżać i oczerniać Antypatra, wywołując powszechne wzburzenie, w wyniku którego on, Antygon i Seleukos omal nie stracili życia i tylko dzięki odwróceniu uwagi dowódców wojska od Antypatra przez Antygona uratowano regenta Macedonii, który pospiesznie przedostał się do wiernych sobie oddziałów. W wyniku nowego podziału imperium Antypater został opiekunem następcy Aleksandra - niezrównoważonego psychicznie Filipa III Arridajosa i małego Aleksandra IV - syna Aleksandra, w imieniu których faktycznie rządził Macedonią oraz podporządkowaną Grecją.